# Alfredo Zardini
Alfredo Zardini (Cortina d'Ampezzo, 1931 – Zurigo, 20 marzo 1971) era un lavoratore italiano emigrato in Svizzera, caduto vittima di un'aggressione xenofoba e italofoba.

## Biografia
Dopo essere cresciuto e aver imparato il lavoro di falegname a Cortina d'Ampezzo, sposato e padre di un bambino, a 40 anni Zardini trova una più favorevole opportunità di lavoro come carpentiere in una ditta di Zurigo. In quegli anni la Svizzera ospitava 1 milione e centomila lavoratori stranieri, tra cui circa 560 000 italiani. Zardini lascia la famiglia nel paese natale ed emigra in Svizzera senza conoscere il tedesco, lingua parlata a Zurigo. A causa dell'abbondante immigrazione si facevano strada le idee xenofobe di cittadini e politici che temevano l'inforestierimento della Svizzera e che trovarono il massimo portavoce nella figura di James Schwarzenbach, esponente dell'Azione Nazionale che promosse un'iniziativa popolare (comunque fallita, anche se con una consistente percentuale di voti favorevoli) volta a fissare ad un tetto massimo del 10% la popolazione straniera.

### L'aggressione
Alle cinque del mattino del 20 marzo 1971 Zardini esce di casa per recarsi ad un appuntamento con il suo futuro datore di lavoro. Lungo la Langsstrasse si ferma per bere un caffè al Frau Stirnimaa, uno dei pochi locali aperti al mattino presto. A un tavolo siede il manovale Gerhard Schwitzgebel, 35 anni, schedato dalla polizia. Durante il periodo dell'iniziativa promossa da Schwarzenbach per un tetto massimo della popolazione straniera, il manovale aveva militato attivamente nella propaganda contro l'«inforestieramento».
Fra i due sembra che fosse nata una discussione, ma la reticenza della polizia locale e le testimonianze contraddittorie della decina di persone presenti non hanno mai permesso di far luce sulla verità dei fatti. Schwitzgebel, a tutti noto come Geri (o Gerry ), sicuramente ubriaco e forte della sua prestanza fisica (136 kg di peso), affronta Zardini e lo picchia a sangue. Una volta atterrato, il pestaggio continua con calci sul viso e sull'addome fra l'indifferenza degli avventori. Ormai apparentemente privo di vita, l'italiano viene trasportato fuori dal locale e disteso sul marciapiede, dove rimarrà ancora agonizzante per alcune decine di minuti prima che venga chiamata un'ambulanza. Durante il trasporto in ospedale, Zardini muore per emorragia interna.
Solo due giorni dopo la stampa svizzera riportò la notizia, tenendo comunque a sottolineare che il tragico evento non aveva nulla a che fare con la xenofobia. La maggior parte dei quotidiani, piuttosto che deplorare l'agghiacciante cinismo con il quale la vittima era stata abbandonata su un marciapiede e lasciata morire senza soccorso, ritenne opportuno stigmatizzare il comportamento dei suoi numerosi connazionali che, per protesta, non si erano recati al lavoro il lunedì successivo ai fatti. La municipalità di Zurigo si limitò a chiudere la vicenda rimborsando le spese di rimpatrio della salma, che intanto erano state pagate dall'associazione di emigrati Fogolâr Furlàn. In quel periodo la stampa svizzera era solita sminuire i casi di xenofobia e la giustizia svizzera spesso infliggeva pene molto ridotte a chi commetteva reati contro gli immigrati.

### Il processo e la condanna diGerry
Grazie alle testimonianze reticenti del titolare del locale e degli altri avventori, Gerhard Schwitzgebel scontò nel 1974 una reclusione di soli diciotto mesi per "eccesso colposo di legittima difesa". Il processo si svolse in un'unica udienza, e la condanna incluse anche i reati di furto continuato, violazione della legge sugli stupefacenti e omissione di soccorso. Erano inoltre intestati a suo nome, negli archivi di polizia, 150 verbali per reati violenti.
In Italia vennero sollevate alcune interrogazioni parlamentari che comunque non servirono a distendere le controversie e a ottenere una condanna esemplare per il colpevole.

## Ballata
Ad Alfredo Zardini ed ai fatti che portarono alla sua morte fu dedicata una ballata da Franco Trincale nel 1979.
mi piange il cuore dovervi lasciare

vado in Svizzera lavoro a cercare

per dare a voi un migliore doman.

Non piangere cara, è questione di giorni,

da Zurigo Alfredo scriveva

mentre casa ogni giorno cercava

per i suoi cari avere con sé.

Ed ogni sera stringeva al suo petto

della moglie e dei figli il ritratto

per trovare la forza e il coraggio

di sopportare gli insulti stranier.

E siete zingari, voialtri italiani,

sentiva dirsi da gente straniera,

siete randagi in cerca di pane!

Venne trattato come un cane.

Ed una sera in un bar di Zurigo

contro di Alfredo la furia razzista

si scatenò con violenza mai vista

e fino a sangue pestato ne fu.

E in abbandono lasciato morire

da quei vili e crudeli assassini

che disonorano i cittadini

e i sentimenti dell'umanità!

Ed ora Attilio in Italia è tornato

dentro una bara col biglietto pagato

da quel governo che lo ha insultato

maltrattato e fatto ammazzar.

Le tradizioni tu, Svizzera, offendi

della onesta e laboriosa gente,

perciò tu piangi. Vergognati! Ripara!

Sennò domani prepara la tua bara!

C'è ogni giorno un treno alla stazione

che per l'inferno ha la destinazione

dell'emigrante questa è la sorte:

va in cerca di lavoro e trova la morte.»
(Franco Trincale, 1979)